# Bariery wejścia
Bariery wejścia – czynniki uniemożliwiające lub utrudniające rozpoczęcie przez przedsiębiorstwo działalności na danym rynku lub w branży (sektorze). 
Wśród barier wejścia można wymienić m.in.:
- korzyści skali, dzięki którym większe przedsiębiorstwo może produkować po niższym koszcie niż jego mniejsi konkurenci[2],
- bariery kapitałowe − konieczność poniesienia dużych nakładów na wejście na rynek i uruchomienie produkcji[3] (które w przypadku niepowodzenia staną się kosztami utopionymi)[4],
- konieczność uzyskania koncesji (np. na rozpowszechnianie programów radiowych i telewizyjnych) lub zezwoleń,
- przewaga absolutna pod względem jakości lub w postaci niższych kosztów[5],
- patenty, prawa autorskie oraz znaki firmowe[6],
- kontrola nad zasobami naturalnymi[5],
- wysokie bariery wyjścia[2].

Istnienie barier wejścia jest zazwyczaj korzystne dla już działających w danym sektorze przedsiębiorstw (ogranicza konkurencję, przez co umożliwia osiąganie wyższych zysków) i niekorzystne dla konsumentów (ograniczona konkurencja wiąże się z wyższymi cenami).